# Paint chat
Ein Paint chat ist eine Software, die es ihren Benutzern erlaubt miteinander zu chatten und miteinander zu malen, beides in Echtzeit.

## Webanwendungen
Oft werden diese Programme als Webanwendungen mit einem Java-, Flash- oder HTML5-Frontend realisiert. Besonders beliebt sind diese Anwendungen in japanischen Oekaki-Foren.

### PaintChatApp
PaintchatApp ist Freeware und besteht aus einem öffentlichen Java-Server und einem Java-Applet. Es wurde im Jahr 2000 von einem japanischen Programmierer unter dem Pseudonym Shichan entwickelt. Die letzte Version wurde 2003 veröffentlicht.

### Ziteboard
Ziteboard ist ein geräteunabhängiges, webbasiertes Whiteboard mit Zoomfunktion und der Möglichkeit zur Kollaboration in Echtzeit, geschrieben in purem HTML5 und JavaScript. Nutzer können zusammen auf der zoombaren Benutzeroberfläche private oder öffentliche Notizen zeichnen und eintippen. Der Public-Visual-Chat-Service ist durch eine permanente URL erreichbar.

### Twiddla
Twiddla ist ein browserbasierendes Paint-Chat-Tool mit Gesprächsunterstützung und einem Fokus auf Webkonferenzen. Der Service startete im April 2007.

### iScribble
iScribble war eine Online-Community, die Paint-Chat-Channels anbot.

### RateMyDrawings
RateMyDrawings war ebenfalls eine Online-Community mit Paint-Chat-Channels.

### Queeky
Queeky ist ebenfalls eine Online-Community mit Paint-Chat-Channels im sogenannten MultiDraw. User können eigene MultiDraw-Räume erstellen und andere User einladen, diese gemeinsam zu nutzen. Zeichnungen, die mit Queeky erstellt wurden, können über eine Replay-Funktion abgespielt werden.
Queeky ist in deutscher und englischer Sprache verfügbar.

## Programme ohne zentralen Server

### openCanvas 1.1b
Das Malprogramm openCanvas war besonders für nicht-öffentliche Zeichen-Sessions beliebt. Die Freeware-Version von 2000 bot Netzwerkunterstützung an. Dabei fungierte ein Client als Server, der bis zu drei andere Clients über eingehende TCP/IP-Verbindungen zuließ. Ansonsten wurde kein zusätzlicher Webserver benötigt. Da Portalgraphics diese Funktion mit Version 2 abschaffte, zirkulieren noch heute viele Kopien von oC11b72.exe (openCanvas 1.1b72) im Internet.
Seit 2006 existiert ein verbessertes Serverprogramm N-SoCS, der einige Zusatzfunktionen einführte und das Benutzerlimit von 4 auf 24 anhob.

### PictoChat
Nintendos PictoChat (Teil des Nintendo-DS-Betriebssystems) bietet Paint-Chat-Funktionalität innerhalb eines lokalen Netzwerks.

### Drawpile
Drawpile ist freie quelloffene Software, die kollaboratives digitales Malen ermöglicht. Dabei kann entweder ein Client als Server fungieren (ähnlich wie zuvor openCanvas 1.1b) oder mehrere Clients mit einem Webserver verbunden werden.